# Costești (Vaslui)
Costești es una comuna ubicada en el distrito de Vaslui, Rumania.

## Superficie
Posee una superficie de 73,60 kilómetros cuadrados.

## Demografía
Hasta 2021 la población era de 2477 habitantes, con una densidad de población de 33,65 habitantes por kilómetro cuadrado.